# Remanso
Remanso là một đô thị thuộc bang Bahia, Brasil. Đô thị này có diện tích 4693,505 km², dân số năm 2007 là 37625 người, mật độ 8 người/km².